# Герб Закавказской СФСР
Герб Закавказской СФСР — герб одной из республик-основателей СССР до её упразднения в 1936 году.

## Описание
Закавказский ЦИК в 1923 году постановил, что герб ЗСФСР представляет собой изображение на фоне чёрного горного хребта, в лучах восходящего из-за гор солнца золотых серпа и молота, помещённых крест-накрест рукоятками книзу, и пятиконечной красной звезды над ними. В нижней части герба, у подножия горного хребта с выдающимися тремя вершинами, изображены: справа — нефтяные вышки, слева фабрика с дымящимися трубами, в центре — виноградная лоза, хлопок, рис, кукуруза и пшеничные колосья. Всё изображение окружала красная лента, на которой на армянском, русском, грузинском и тюркском языках было написано «З.С.Ф.С.Р.». Внизу герба, между концами ленты, располагалась надпись на русском языке «Пролетарии всех стран, соединяйтесь!».
Надпись на тюркском (азербайджанском) языке видоизменилась после перехода от арабского к латинскому алфавиту.

## Эмблема в 1922 году
На реверсе банкнот Закавказской Федерации, выпущенных в 1922 году в Тифлисе, вместо семиконечной переплетенной звезды с изображением Св. Георгия Победоносца (герб Грузинской Демократической Республики) стала изображаться переплетенная пятиконечная звезда с изображением в её центре серпа и молота под пятиконечной лучистой звездой, помещенных между направленными вверх рожками полумесяца, расположенного на фоне гор.

## Галерея

Эмблема на банкнотах ЗСФСР 1922—1923 годов
Эмблема на банкнотах ЗСФСР 1924 года
Герб 1923—1930 гг. на банкнотах ЗСФСР 1924 года с тюркской надписью арабскими буквами
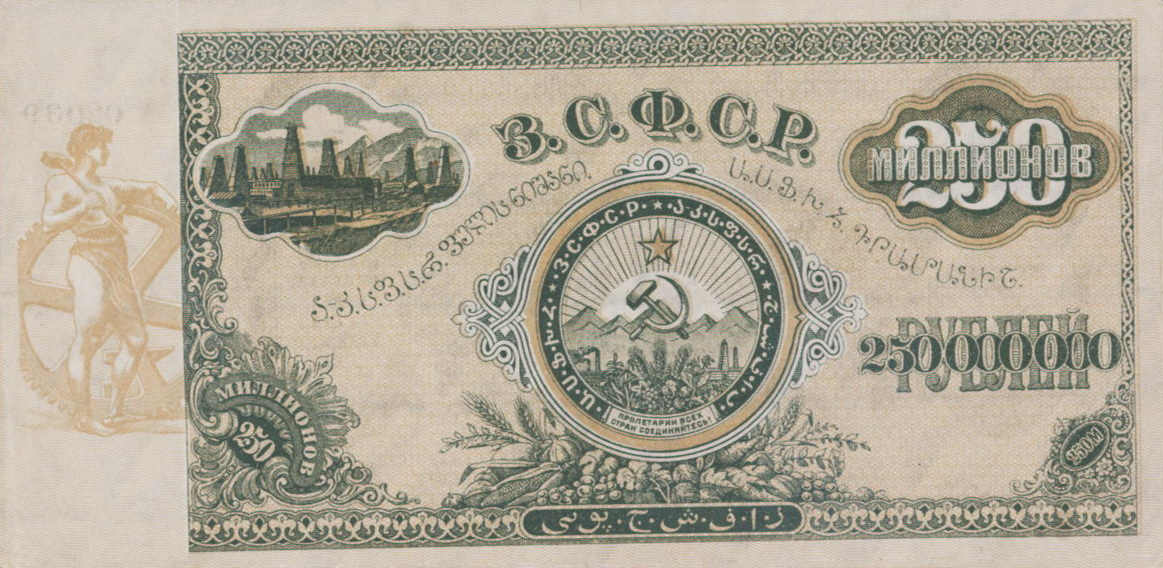
Банкнота 1924 года с гербом ЗСФСР
Знак с гербом ЗСФСР (после перехода азербайджанского языка на латиницу)